# La Java des mémoires
 (avril 2022).

La Java des mémoires est un spectacle musical créé et mis en scène par Roger Louret, dont la première représentation a lieu le 25 mai 1991 au Théâtre de Poche des Baladins en Agenais, à Monclar. Il est ensuite joué au Théâtre de la Renaissance et à plusieurs reprises aux Folies Bergère, et est nommé aux Molières 1993.
Le spectacle est conçu comme un voyage en musique dans les années 1930 et 1940, autour des refrains chantés avant, et pendant la Seconde Guerre mondiale, et à la Libération en sept tableaux mettant en scène cinq comédiens et un accordéoniste…

## Distribution
A la création 
- Christine Zavan
- Catherine Delourtet
- Philippe Candelon
- Jean-Paul Delvor
- Gilbert Pascal
- Yves Bouquet (accordéon)

Ont participé au spectacle
- Pierre Cassignard
- Charlotte-Pascale Pose
- Hervé Domingue
- Lucy Harrison
- Caroline Desvismes
- Stéphane Jacques
- Dominique Letourneau
- Benoit Solès
- Isabelle Ferron
- Thomas Boissy

## Fiche technique
- Mise en scène : Roger Louret
- Conseillère artistique : Catherine Lara
- Musicien : Yves Bouquet (Accordéon)
- Sonorisation : Patrick Burckel
- Costumes : Dominique Borg assistée d’Evelyne Corréard
- Lumières : conçues par Gilbert Castel
- Arrangements vocaux: Christophe Mirambeau
- Coiffures : Michèle et Eliane Gregor

## Discographie
Un enregistrement public réalisé en 1993 au théâtre de la Renaissance a été commercialisé sous le label Vogue. 
1. Sous les ponts de Paris
Sous les ponts de Paris (Maurice Chevalier / Georgel) – Où est-il donc (Fréhel / Berthe Sylva / Georgette Plana) – Margot la ventouse (Paul Meurice) – Sous les becs de gaz (Mistinguett), extrait de la revue Féerie de Paris) – Je cherche un millionnaire (Mistinguett) – Le Petit Moussaillon (Fred Adison) – Les Gars de la marine (Jean Murat) – Le Fanion de la légion (Édith Piaf) – Avoir un bon copain (Henri Garat) – Vous qui passez sans me voir (Jean Sablon) – La Chapelle au clair de lune (Léo Marjane) – C’est une petite étoile (Jeanne Aubert / Jean Lumière) – Couchés dans le foin (Pills et Tabet / Jean Nohain et Mireille)
2. Sombreros et Mantilles
El gato montés (Manuel Penella) – Sombreros et mantilles (Rina Ketty) – Malaguena (Elpidio Ramirez) – Soldado de levita (Miguel Amador / Jean Loysel) – Granada (Agustin Lara / Pierre Malar)
3. Madame la marquise
Madame la Marquise (Ray Ventura et ses collégiens) – Quand un vicomte (Maurice Chevalier) – Elle est laide (Ray Ventura et ses collégiens) – Les Palétuviers (Pauline Carton et René Koval) – Marinella (Tino Rossi) – Ô Corse île d’amour (Tino Rossi) – Le Tango corse (Fernandel) – Monsieur Bebert (Georgius) – Le P’tit Bal du samedi soir (Georges Guétary / Jean Dréjac) – La Caissière du Grand Café (Bach (Charles-Joseph Pasquier) |Bach / Gaston Ouvrard) – Le Plus beau tango du monde (Alibert / Tino Rossi) – Dédé de Montmartre (Albert Préjean) – Quand on s’promène au bord de l’eau (Jean Gabin)
4. À Paris dans chaque faubourg
À Paris dans chaque faubourg (Lys Gauty) – Tomorrow belongs to me (Cabaret) – Le Doux Caboulot (Suzy Solidor / Yves Montand) – Heil I heil o heil a  – La Java bleue (Fréhel) – Ça fait d’excellents Français (Maurice Chevalier) – En passant par la Lorraine – Avec l’ami Bidasse (Bach) – Sur la ligne Siegfried. (Ray Ventura et ses collégiens) – Gamelle – Dans la troupe – Malbrough – J’attendrai (Rina Ketty)
5. Lycée Papillon
Toute petite (Isabelle Ferron)– Lycée Papillon (Georgius) – Ignace (Fernandel) – Tel qu’il est (Fréhel / Berthe Sylva / Georgette Plana) – Maréchal, nous voilà – Le Swing à l’école (Fred Adison) – Qu’est-ce qu’on attend pour être heureux (Ray Ventura et ses collégiens) – Le swing à la récré – Tiens tiens tiens (Ray Ventura et ses collégiens) – Bebert (Andrex) – Y’a des zazous (Andrex) – Je suis swing (Johnny Hess) – J’aime les bananes (Ray Ventura et ses collégiens) – Poule zazou (Charles Trenet) – In the mood – Mon heure de swing (Georgius)
6. Que reste-t-il de nos amours
Mattéo, le jeune corse (Tino Rossi) – Maria (Tino Rossi / Le chanteur sans nom) – Seul ce soir (Léo Marjane)– J’ai pleuré sur tes pas (André Claveau) – Que reste-t-il de nos amours ? (Charles Trenet) – Mon amant de Saint-Jean (Lucienne Delyle) – Ah ! Le petit vin blanc (Lina Margy / Jack Lantier) – Vaya con Dios (Line Renaud / Jean Sablon) – Lily Marlène (Suzy Solidor / Marlène Dietrich) – L’Accordéoniste (Édith Piaf) – Le Chant des partisans (Yves Montand) – Holly Night – Glory glory – When the Saints (Louis Armstrong) – La Marseillaise – Fleur de Paris (F. Aubert / Z. Max / Maurice Chevalier)
7. Y'a de la joie
Fandango du pays basque (Luis Mariano) – Y'a d'la joie (Charles Trenet) – Je chante (Charles Trenet) – Douce France (Charles Trenet) – La Mer (Charles Trenet) – Luna Park (Yves Montand) – Le Régiment des mandolines (Lily Fayol) – Pour sûr (Bourvil) – Ramuntcho (André Dassary) – Avec son tra-la-la (Suzy Delair) – Les Trois cloches (Édith Piaf et Les Compagnons de la chanson) – Pigalle (Georges Ulmer) – Ma ritournelle (André Dassary /  Tino Rossi) – Le Dénicheur (Georgette Plana) – Gosses de Paris (Mistinguett) – Dédé de Montmartre (Albert Préjean)